# John Börjeson
 Ikke at forveksle med Johan Börjesson.
Johan (John) Laurentius Helenus Börjeson (født 30. december 1835 i Tölö i Halland, død 30. januar 1910 i Stockholm) var en svensk billedhugger.

## Biografi
Først op i 30-årsalderen, efter forsøg i adskillige forskelligartede livsstillinger og efter en ikke løfterig læretid på Stockholms Akademi (fra 1858), slog han med Heimer og Aslog så vidt igennem, at han (med rejsestipendium, til Rom 1867) turde give sig kunsten ganske i vold. I Rom vandt Börjeson anerkendelse for sin Keglespiller (i marmor 1870, Göteborgs konstmuseum), Hestetæmmerne og særlig for sin yndefulde gruppe De to Havfruer, endvidere den dygtige statue af en Fiskerdreng fra Capri (1874, Nationalmuseum i Stockholm) og den stort anlagte skitse til et Sten Sture-monument.
Efter et treårigt ophold i Paris, hvor han modelerede en Fangen viking og Yngling, som betragter en skildpadde (museiparken i Stockholm, bronze), vendte han 1879 tilbage til Sverige, virkede her (1886-1907) som ordinær professor ved Kunstakademiet og blev for længere tid sit lands mest søgte billedhugger. Ret uligelig i sin produktion kunde han råde over stor skønhedssans og stemningsfylde, og han kunde ofte i sine mange monumentale arbejder karakterisere med kraft og djærv realisme.
Eksempel på hans kunst er Holberg-statuen i Bergen (1883), statuen af Geijer med den følte, allegoriske kvindeskikkelse Geijers tanke på fodstykket, foran universitetet i Uppsala (1888), og statuerne af Axel Oxenstierna, Carl Wilhelm Scheele, Nils Ericson, alle i Stockholm, rytterstatue af Karl X Gustav (Malmö 1896), Karl XI (Karlskrona), Magnus Stenbock (Helsingborg 1901), John Ericsson (Stockholm 1901), rytterstatue af Karl IX (Göteborg 1904) m. v.
I pauserne mellem disse monumentalværker udførte Börjeson mindre, genremæssige motiver, portrætbuster, den prægtige og populære statue Svømmeren (1885, bronze), Grubleren (1897, Stockholms Nationalmuseum), den skønne gruppe Trøst (1905) og mange andre. Börjeson modelerede på bestilling af grevinde Danner et udkast til et monument over Frederik VII. Börjesons Kunst er repræsenteret i Kunstmuseet i København, i Ny Carlsbergs Glyptotek (originalmodellerne til Svømmeren og Geijers Tanke) med flere steder.